# Aïssatou Niang Ndiaye
Aïssatou Niang Ndiaye est une femme politique sénégalaise. Elle est ministre déléguée auprès du ministre de l'Économie chargée du budget entre le 5 avril 1998 et le 3 avril 2000 dans le gouvernement Loum.